# Plaza de toros de Vista Alegre (Madrid)
La plaza de toros de Vista Alegre, también conocida como La Chata, fue un coso taurino de la ciudad española de Madrid.

## Descripción
Ubicada en el distrito madrileño de Carabanchel, en el suroeste del municipio, fue inaugurada en 1908 y era de estilo neomudéjar. La estructura, que sufrió severos daños durante la Guerra Civil, que obligaron a una restauración a mediados del siglo XX, fue demolida en 1995, siendo su solar ocupado por el Palacio Vistalegre, un pabellón cubierto multiusos. La plaza recibió durante su existencia el sobrenombre de «La Chata». Su capacidad ascendería a 8000 espectadores.